# Petit air à dormir debout
Petit air à dormir debout est une œuvre pour piano d'Henri Dutilleux composée en 1983.

## Présentation
Petit air à dormir debout est une courte pièce pour piano d'Henri Dutilleux composée à l'été-automne 1983.  
L'œuvre, notée « Doucement berceur », consiste en vingt et une mesures. La partition est publiée au sein du recueil de pièces pédagogiques de compositeurs contemporains Collection Panorama no 3 pour le piano, en 1984, chez Billaudot, puis séparément en 1988, chez le même éditeur.  
Guy Sacre relève que c'est « tramé à deux et trois voix irréelles et sommeilleuses ».  
La pièce existe également dans une transcription pour deux guitares réalisée par Jean-Marie Tréhard, publiée en 2000 aux éditions Billaudot avec l'accord du compositeur.  
La durée moyenne d'exécution de Petit air à dormir debout est d'une minute trente environ.    
Dans le catalogue des œuvres d'Henri Dutilleux établi par le musicologue Pierre Gervasoni, la pièce porte le numéro PG 63.    

## Discographie
- Henri Dutilleux: Complete Solo Piano Music, John Chen (piano), Naxos 8.557823, 2007.
- Henri Dutilleux: The Centenary Edition, CD 6, Anne Queffélec (piano), Erato 0825646047987, 2015[4].
- Dutilleux: Complete Music for Piano Solo, Vittoria Quartararo (piano), Piano Classics PCL10167, 2021.